# AdGuard
AdGuard este un serviciu de blocare a reclamelor⁠(d) pentru Microsoft Windows, Linux, MacOS, Android și iOS. AdGuard este disponibil și ca extensie de browser⁠(d).

## Caracteristici

### Adguard Home
AdGuard Home acționează ca un rezolvitor DNS recursiv, care împiedică afișarea majorității reclamelor, răspunzând cu o adresă invalidă pentru domeniile care apar în listele sale de filtre. Este similar cu Pi-hole⁠(d).

### Extensiile de browser AdGuard
Extensia de browser blochează reclame video, reclame interstițiale, reclame plutitoare, pop-up, bannere⁠(d) și reclame text. De asemenea, este capabil să gestioneze scripturile anti-AdBlock⁠(d). AdGuard blochează spyware-ul și avertizează utilizatorii cu privire la site-urile rău intenționate. AdGuard Content Blocker este o extensie de browser suplimentară pentru Yandex Browser⁠(d) și Samsung Internet, care utilizează API-ul Content Blocker. Aceasta descarcă actualizări ale listei de filtre și solicită browserelor să le aplice prin intermediul API-ului Content Blocker.

### Aplicații AdGuard
AdGuard are versiuni pentru Windows și Mac, precum și versiuni native pentru Android și iOS. Aplicația configurează un VPN local, care filtrează tot traficul de pe dispozitivul mobil.

### AdGuard DNS
AdGuard operează servere de nume recursive pentru uz public. AdGuard DNS suportă tehnologii de criptare, inclusiv DNSCrypt⁠(d), DNS over HTTPS⁠(d), DNS over TLS⁠(d) și DNS over QUIC. AdGuard a început să testeze serviciul DNS în 2016 și l-a lansat oficial în 2018.
| Server              | Descriere |
| ------------------- | --- |
| Implicit            | Blochează publicitatea și domeniile de urmărire. |
| Nefiltrare          | Nu blochează publicitatea și domeniile de urmărire, sau orice alte cereri DNS. |
| Protecția familială | Blochează site-urile web cu conținut pentru adulți, impune căutarea sigură în motoarele de căutare ori de câte ori este posibil și blochează domeniile de publicitate și de urmărire. |

## Incidente
- La sfârșitul anului 2014, distribuția aplicației AdGuard pentru Android a fost eliminată din Google Play. De atunci, aplicația poate fi descărcată de pe site-ul web al dezvoltatorilor.[11]
- Din vara anului 2018 până în vara anului 2019, AdGuard pentru iOS nu a primit nicio actualizare[12][13][14] din cauza politicilor Apple de la acea vreme împotriva blocării reclamelor prin intermediul API-urile VPN-urilor iOS.
- În septembrie 2018, AdGuard a fost lovit de un atac Credential stuffing⁠(d) (umflarea acreditărilor). AdGuard susține că serverele sale nu au fost compromise și, în schimb, atacatorii au folosit perechi de acreditări reutilizate de victime pe alte site-uri și furate de pe aceste alte site-uri. Potrivit purtătorului de cuvânt al companiei, ei „nu știu exact ce conturi au fost accesate de atacatori”, astfel încât compania a resetat parolele pentru toate conturile „ca măsură de precauție”. De asemenea, AdGuard s-a angajat să utilizeze API-ul „Have I Been Pwned?⁠(d)” pentru a verifica dacă toate parolele noi apar în scurgeri de date publice cunoscute. În plus, au implementat cerințe mai stricte privind securitatea parolelor.[15]
- În noiembrie 2020, Microsoft Edge Store și Chrome web store[16] au fost infiltrate cu add-on-uri frauduloase care se prezentau ca diverse add-on-uri VPN legitime pentru browser, inclusiv NordVPN⁠(d) și add-on-ul VPN AdGuard.[17] Ulterior, Microsoft și Google au fost alertate și au fost luate măsuri pentru a elimina add-on-urile false din diversele magazine de browsere.[18]

## Cercetare
Dezvoltatorii AdGuard au întreprins cercetări pentru a informa publicul larg cu privire la confidențialitate, securitatea cibernetică și protecția datelor. Dezvoltatorii sunt implicați în următoarele cazuri:
- Websiteuri implicate în Cryptojacking⁠(d)[19][20][21]
- Distribuția pe scară largă a Facebook Ad Network[22][23]
- Alertarea sau raportarea ad blockerelor⁠(d) false[24][25]
- Cele mai populare probleme legate de confidențialitate pe Android și iOS a aplicațiilor[26][27][28][29]